# Parkerfield
Parkerfield – miasto położone w hrabstwie Cowley.